# جسانية الكبيرة (عنافجة)
جسانية الكبيرة (بالفارسية: جسانیه بزرگ) هي قرية وتقع في إيران في قسم عنافجة الريفي. يقدر عدد سكانها بـ 2,654 نسمة .